# Male Kompolje
Male Kompolje este o localitate din comuna Ivančna Gorica, Slovenia, cu o populație de 23 de locuitori.